# Inumarudashi
Inumarudashi (いぬまるだしっ?) è un manga scritto e disegnato da Koji Oishi, pubblicato sulla rivista Weekly Shōnen Jump dal 14 settembre 2008 al 4 giugno 2012. La storia parla di un bambino dell'asilo nido, Inumaru, e della sua maestra Tamako. Nel 2009 venne prodotto un vomic, cioè un video-manga con in sottofondo un doppiaggio.
Nel maggio 2011 su Weekly Shōnen Jump è stata annunciata una trasposizione animata in flash da parte dello studio Gathering.

## Trama
Inumaru-kun è un bambino di quattro anni che va ancora all'asilo. Ha un comportamento un po' strano (di solito ama andare in giro nudo dalla cintola in giù) e Yamada Tamako, la sua nuova maestra, scoprirà ben presto che dovrà imparare a gestire e sopportare i suoi continui scherzi.